# 韋爾巴伊夫
50°39′20″N 25°21′28″E / 50.65556°N 25.35778°E
韋爾巴伊夫（烏克蘭語：Вербаїв），是烏克蘭的村落，位於該國西部沃倫州，由盧茨克區負責管轄，始建於1545年，面積0.32平方公里，海拔高度189米，2024年人口259，人口密度每平方公里806.25人。